# Петля Маха

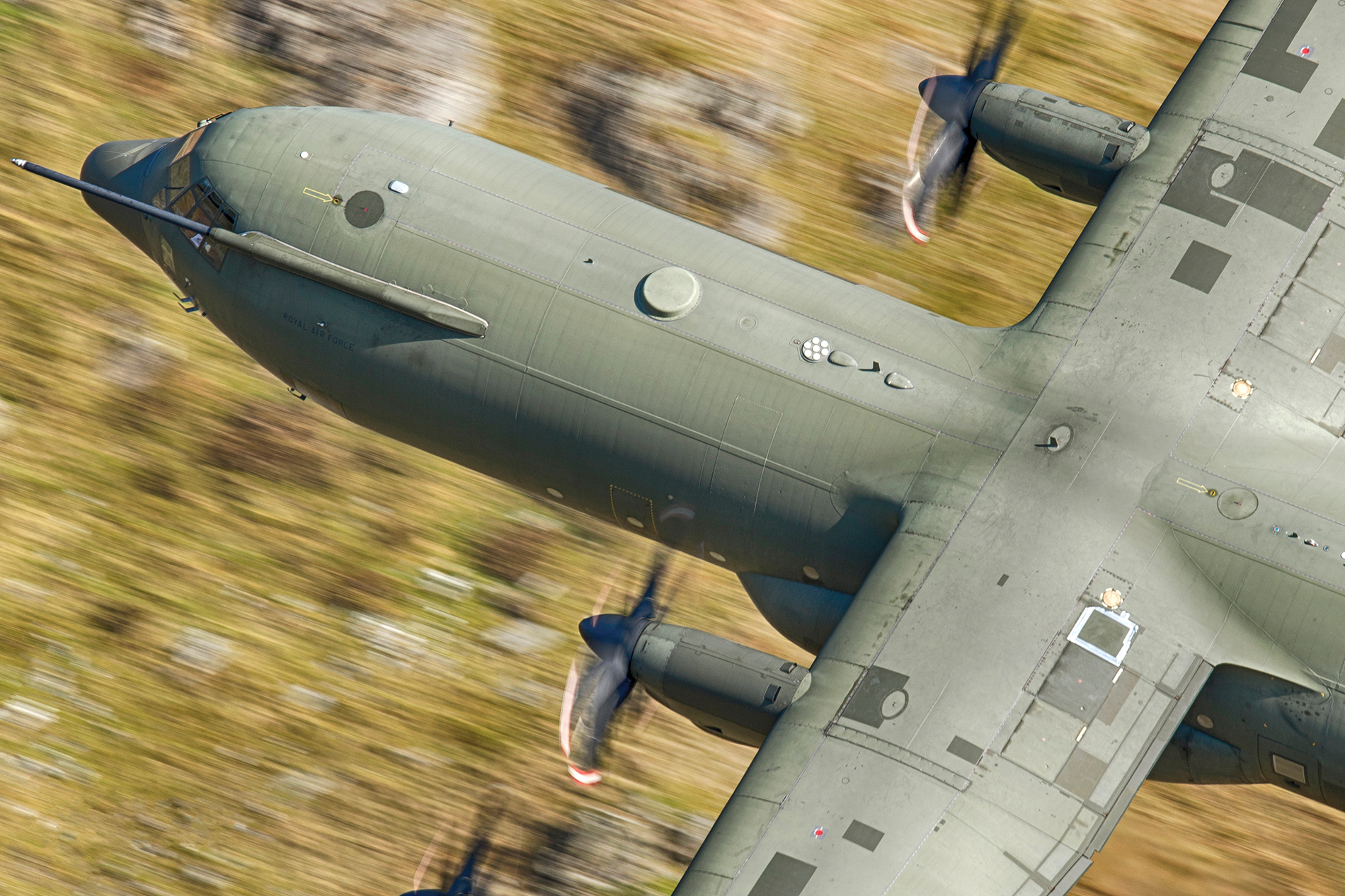
C-130 пролетает через Петлю Маха

Петля Маха (англ. Mach Loop; уэльс. Dolen Mach) — ряд долин в Великобритании, расположенный в западном Уэльсе, примечательный тем, что они используются в качестве низкоуровневых тренировочных площадок для быстрых самолётов.

## Описание
Система долин находится в 13 км (8 миль) к востоку от Бармута между городами Долгеллау на севере и Махинллет на юге, от последнего из которых она и получила своё название. Учебная площадка является частью Системы низколетящих самолётов Великобритании и находится в зоне низколетящих самолётов 7 (LFA7), которая охватывает весь Уэльс.
Петля Маха — одно из немногих мест в мире, где фотографы могут увидеть пролетающие под ними боевые самолёты. Одной из популярных точек обзора является автостоянка, расположенная на территории Llyn y Tri Greyenyn.
В декабре 2018 года Министерством обороны Великобритании была распространена рекомендация, которая привела к сокращению количества самолётов, использующих петлю Маха. В дополнение к этому всем самолётам, не базирующимся в Великобритании, также запрещено использовать петлю, если это не является частью учений.